# Pavonia piptocalyx
Pavonia piptocalyx är en malvaväxtart som beskrevs av A. Krapovickas. Pavonia piptocalyx ingår i släktet påfågelsmalvor, och familjen malvaväxter. Inga underarter finns listade i Catalogue of Life.